# USS Constant (AM-427)
USS «Констент» (AM-427) (англ. USS Constant (AM-427) — військовий корабель, тральщик типу «Агрессів» ВМС США.
USS Констент закладений 16 серпня 1951 з верфі Фултона, Антіок, Каліфорнія і спущений на воду 14 лютого 1953.
- Укомплектований як USS Констент (AM-427) 8 вересня 1954;
- 7 лютого 1955 рекатегоризований у океанічний тральщик MSO-427.